# Klokken 18 efter krigen
Klokken 18 efter krigen (russisk: В 6 часов вечера после войны) er en sovjetisk film fra 1944 af Ivan Pyrjev.

## Medvirkende
- Marina Ladynina - Varja Pankova
- Ivan Ljubeznov - Pavel Demidov
- Jevgenij Samojlov - Vasilij Kudrjasjov
- Ariadne Lisak - Fenja
- Jelena Savitskaja - Katja